# 土屋正三
土屋 正三（つちや しょうぞう、1893年（明治26年）8月2日 - 1989年（平成元年）2月6日）は、日本の内務・警察官僚。官選県知事、警察大学校名誉教授。

## 経歴
静岡県下田市で土屋元平の長男として生まれた。1906年、静岡県立静岡中学校入学。静岡中学を経て、第一高等学校を卒業。1916年11月、文官高等試験行政科試験に合格。1917年7月、東京帝国大学法科大学法律学科（独法）を卒業。内務省に入省し兵庫県属となる。
以後、兵庫県警視、内務事務官、茨城県書記官・学務部長、内務書記官・警保局図書課長、同警務課長、警察講習所教授、岡山県書記官・内務部長などを歴任。
1935年（昭和10年）1月15日、山梨県知事に就任。産業振興に尽力。1940年開催予定であった東京オリンピックに備える外貨獲得のための外国人用国策ホテルとして、1936年河口湖畔に県営富士ビューホテルを建設し富士屋ホテルに経営を委託した。1937年7月、群馬県知事に転任。戦時下の対策に尽力。1939年4月、農林省農務局長に転任し1940年7月まで在任。同年に退官。その後、日本輸出農産物 (株) 副社長を務めた。
1952年3月、国立国会図書館専門調査員に就任し、1960年8月まで在任。その後、選挙制度審議会委員を務めた。1966年、勲一等瑞宝章を受章。

## 著訳書
著書
- 『出版警察法大要』大学書房、1928年。
- 『内政史研究資料』第59～60集 土屋正三氏談話速記録 第1～2回 (1967.12) 、内政史研究会、1968年。

訳書
- E. D. グレーパー『北米合衆国警察行政論』警察協会、1925年。
- ジョージ・H・ブレイクスリー『日本の新憲法と極東委員会』(憲資・総 ; 第2号) 、憲法調査会事務局、1956年。
- ジョージ・H・ブレイクスリー『極東委員会 : 抄』(憲資・総 ; 第40号)、憲法調査会事務局、1959年。
- モーリス・デュヴェルジェ『政党 : 現代国家におけるその組織と活動 上』自治省選挙局、1962年。